# Radik Isayev
Radik Isayev, né le 26 septembre 1989 à Ukhul dans la république russe du Daghestan, est un taekwondoïste naturalisé azerbaïdjanais. Il a obtenu la médaille d'or lors des Jeux olympiques d'été de 2016 dans la catégorie des plus de 80 kg.
En 2014, il est premier au championnat d'Europe à Bakou en -87 kg. Il est médaillé d'argent aux Championnats d'Europe pour catégories olympiques de taekwondo 2015 à Naltchik (Russie), en catégorie des plus de 87 kg.
En 2015, il décroche la médaille d'or lors des Championnats du monde disputés à Tcheliabinsk et la médaille d'or aux jeux européen à Bakou.
En 2016, il devient champion olympique des +80 kg à Rio de Janeiro.
Il est médaillé de bronze des plus de 87 kg aux Championnats d'Europe de taekwondo 2022 à Manchester.